# Part (llengua)
El part, també conegut com a pahlavi arsàcida, és una llengua morta del grup nord-occidental de les llengües iranianes, l'origen de la qual se situa a l'Imperi Part, ubicat a l'actual nord-est de l'Iran, més en concret al Khorasan (província de l'Iran) i altres territoris limítrofs com el sur de Turkmenistan. Aquesta llengua va ser la llengua oficial d'aquest imperi sota la dinastia arsàcida de Partia (248 aC, 224).

## Origen i etimologia
El part era la llengua més oriental de les llengües iranianes occidentals. Aquest fet va provocar que retingués molts arcaismes propis de les llengües iranianes orientals, el que va ser reforçat perquè la dinastia havia estat fundada per la tribu parni que havia migrat des de les estepes de l'Àsia central a Pàrtia. En un principi els parni parlaven una llengua iraniana nord-oriental relacionada amb altres de la mateixa zona com l'escita i el bactrià. L'estudi de les tribus indoiranianes revela que no era inusual que en migrar adoptessin la llengua local, a més dels costums i creences dels pobles on s'assentaven, ja fos per simple migració o conquesta.

## Extinció
El 224, Ardàshir I, el sobirà local de Pars va deposar i substituir a Artaban IV, l'últim emperador part, fundant al mateix temps la quarta dinastia iraniana, i la segona dinastia persa, la dinastia sassànida. En molts usos l'idioma part fou substituït pel persa mitjà, que en la seva forma escrita fou conegut com a pahlavi sassànida. El part no va desaparèixer immediatament, i va continuar estant testimoniat per unes poques inscripcions bilingües de l'era sassànida.

## Classificació
El part és una llengua del grup iranià nord-occidental del període iranià mitjà, que com a llengua per contacte de llengües, té algunes característiques típiques de les llengües iranianes orientals. Aquesta influència es fa més notòria en certs manlleus lèxics. Algunes restes de la influència oriental sobreviuen en manlleus del part a l'armeni.
Taxonòmicament el part pertany al grup iranià nord-occidental mentre que el persa mitjà dels sassànides pertany al grup sud-occidental.

## Part escrit
L'idioma part s'escrivia mitjançant l'escriptura pahlavi, que té dues característiques definitòries. En primer lloc, aquesta escriptura deriva de l'alfabet arameu, el tipus d'escriptura usada durant la dinastia aquemènida. En segon lloc, té una alta incidència de paraules aramees, representades com ideogrames o logogrames, és a dir, s'escrivien paraules aramees però eren llegides com a paraules partes.
L'idioma part era la llengua de l'antiga satrapia Pàrtia i es va usar a la cort de la dinastia arsàcida. Les fonts principals de coneixement d'aquesta llengua són les poques inscripcions de Nisa i Hecatòmpilos, els textos maniqueus, les inscripcions multilingües sassànides, i algunes restes de literatura para conservats en textos en persa mitjà. Entre aquests textos, els textos maniqueus, composts poc temps després de la caiguda de la dinastia arsàcida, tenen un paper destacat en la reconstrucció de la llengua parta. Aquests textos maniqueus no contenen ideogrames.

## Testimonis escrits
Els testimonis escrits en part inclouen:
- Els òstraca (100 aC), trobats a Nisa i altres jaciments arqueològics a la frontera sud del Turkmenistan.
- Els òstraca del segle i aC, procedents de Kumesh a l'Iran oriental.
- El pergamí del segle I d'Hawrman al Kurdistan iranià.
- Inscripcions a monedes dels reis arsàcides del segle i.
- La inscripció bilingüe de Selèucia del Tigris (150-151)
- La inscripció d'Ardavan V trobada a Susa (215)
- Alguns documents del segle iii trobats a Dura Europos, sobre l'Eufrates
- La inscripció de Kal-e Jangal, a prop de Birjand a Khorasan Sud (primera meitat del segle iii)
- Les inscripcions dels primers reis i sacerdots sassànides en part que inclouen les de Ka'ba-í Zartosht a prop Siraz i la Inscripció de Paiculi al Kurdistan del Sud.
- El corpus de textos en part maniqueu que no contenen ideogrames.
- Al nord del Pakistan, el Regne Indo-Part 20 aC. –10